# عزرا داربي
عزرا داربي هو سياسي أمريكي، ولد في 7 يونيو 1768 في Scotch Plains, New Jersey ‏ في الولايات المتحدة، وتوفي في 27 يناير 1808. انتخب عضو جمعية نيوجيرسي العامة ‏ وانتخب عضو مجلس النواب الأمريكي ‏.